# 庇護二世
庇護二世（拉丁語：Pius PP. II；1405年10月18日—1464年8月14日）原名恩尼亚·席维欧·皮可洛米尼（Enea Silvio Piccolomini），1458年8月19日當選教宗，同年9月3日即位至1464年8月14日為止。他同时也是一位人文主义者、诗人和历史学家。

## 譯名列表
- 碧岳二世：香港天主教教區檔案　歷任教宗作碧岳。
- 庇護二世：天主教香港教區禮儀委員會：禧年專頁 （页面存档备份，存于）、《大英簡明百科知識庫》2005年版[永久]、《世界人名翻譯大辭典》1993年版作庇護。